# Saltsburg (Pennsylvanie)
Saltsburg est un borough situé dans le comté d'Indiana dans l’État de Pennsylvanie aux États-Unis. En 2010, sa population, est de 873 habitants.

## Source de la traduction
- (en) Cet article est partiellement ou en totalité issu de l’article de Wikipédia en anglais intitulé « Saltsburg, Pennsylvania » (voir la liste des auteurs).